# Ченг, Бобби
Бобби Ченг (англ. Bobby Cheng; род. 20 марта 1997, Гамильтон) — австралийский шахматист, гроссмейстер (2019).
Победитель открытого чемпионата Австралии (2013). Чемпион Австралии (2016). В составе сборной Австралии участник 43-й Олимпиады (2018) в Батуми.

## Спортивные результаты
| Год  | Город     | Турнир                                         | + | − | = | Результат | Место |
| ---- | --------- | ---------------------------------------------- | - | - | - | --------- | ----- |
| 2017 | Амстердам | «9th Batavia Chess Tournament»                 | 6 | 2 | 1 | 6½ из 9   | [ 2 ] |
| 2018 | Аделаида  | «2017 Lidums Australian Young Masters GM Norm» | 4 | 0 | 5 | 6½ из 9   | [ 3 ] |
|      | Мельбурн  | «2018 Australasian Masters GM Norm Tournament» | 5 | 1 | 3 | 6½ из 9   | [ 4 ] |

## Изменения рейтинга
| Графики недоступны из-за технических проблем. См. информацию на Фабрикаторе и на mediawiki.org. |